# Slither Link

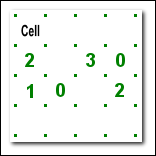
Exemple d'une matrice simple de Slither Link ([//upload.wikimedia.org/wikipedia/commons/d/d8/Loop-the-Loop_4.png solution])

Slither Link, aussi connu sous le nom de Fences (clôtures), Loop the Loop (boucler la boucle) et Dotty Dilemma (dilemme des points) est un jeu de logique publié par l'éditeur japonais Nikoli. En 2005, Nikoli avait publié 17 livres entièrement dédiés au Slither Link.
Dans son cas général, il s'agit d'un puzzle NP-complet.

## Règles
Le Slither Link se joue sur une matrice rectangulaire formée de cases carrées. Chaque case peut soit être vide, soit contenir un chiffre entre 0 et 3 inclus. Les côtés des cases sont vides au début de la partie.
L'objectif est de tracer des traits le long des côtés des cases, de sorte à respecter deux règles :
- l'ensemble des traits doit former une unique ligne continue,
- une case contenant un chiffre doit avoir exactement autant de côtés avec un trait tracé que le chiffre qu'elle contient.

Des variantes du jeu existent avec des cases non carrées.

## Stratégies de résolution

### Notations
Les joueurs de Slither Link notent les côtés des cases avec deux symboles :
- un trait, pour marquer que la ligne continue doit passer par ce côté,
- une croix, pour signifier que la ligne continue ne passe pas par ce côté.

Une autre notation utile peut marquer les coins d'une case :
- un arc simple reliant deux côtés d'une même case indique que l'un ou l'autre de ces côtés (mais pas les deux) doit être tracé,

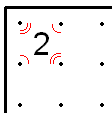
Notation en arc sur une case contenant le chiffre 2

- un arc double reliant deux côtés d'une même case indique que soit aucun de ces côtés ne doit être tracé, soit les deux côtés doivent être tracé.

### Schémas
Des schémas peuvent apparaître sur la grille qui permettent au joueur de décider quels côtés doivent être tracés ou non.
Certains de ces schémas se basent uniquement sur les chiffres, et peuvent donc être utilisés dès le début du jeu, par exemple :
- si une case contient le chiffre 0, alors ses quatre côtés peuvent être marqués d'une croix, car en tracer un ne respecterait pas la règle,
- si deux cases numérotées d'un chiffre 3 partagent un côté, alors ce côté, ainsi que les deux autres côtés de ces cases non adjacents, peuvent être marquées d'un trait. Les deux côtés situés dans le prolongement du côté commun peuvent être marqués d'une croix.

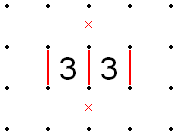
Deux cases adjacentes numérotées 3 - les déductions sont dessinées en rouge

### Théorème des deux couleurs
Puisque l'ensemble des côtés tracés doit former une ligne continue, le théorème de Jordan indique qu'il y a un intérieur et un extérieur à cette ligne. Les joueurs peuvent donc attribuer deux couleurs aux cases : une pour l'intérieur et l'autre pour l'extérieur. Si un trait est tracé le long d'une case d'une couleur, alors la case adjacente est de l'autre couleur. Inversement, si une croix est marquée le long d'une case d'une couleur, alors la case adjacente est de cette même couleur. De façon similaire, si deux cases adjacentes sont colorées, on peut décider si leur côté commun doit être marqué d'un trait ou d'une croix selon qu'elles ont ou non la même couleur.
Le théorème de Jordan permet également de montrer que chaque colonne de la grille doit avoir un nombre pair de côtés horizontaux tracés et que chaque ligne de la grille doit avoir un nombre pair de côtés verticaux tracés.

## Historique
Le Slither Link est un casse-tête original de Nikoli, publié pour la première fois dans Puzzle Communication Nikoli n°26 (juin 1989). Dans la première version, toutes les cases comprenaient un nombre.

## Jeu vidéo
Un jeu de Slither Link est sorti sur Nintendo DS en 2006, édité par Hudson Soft dans le cadre de sa série Puzzle Series, sous le titre Puzzle Series Vol. 5: Slitherlink. Il est cité dans l'ouvrage Les 1001 jeux vidéo auxquels il faut avoir joué dans sa vie. La société japonaise Hamster a édité en 2012 le jeu Nikoli no Puzzle: Slither Link sur le Nintendo eShop de la Nintendo 3DS.